# Подвежа
Подвежа (словен. Podveža) — поселення в общині Луче, Савинський регіон, Словенія. Висота над рівнем моря: 825,2 м. 